# Тимашевка (Башкортостан)
Тимашевка (баш. Тимашевка) — деревня в Ишимбайском районе Башкортостана, входит в состав Петровского сельсовета.

## История
До 1860 года русских деревень почти не было в этих краях. Как известно из архивных данных, с. Макарово было образовано в 1735 г., Кузяново — в 1783 г., Аптиково — в 1850 г., Ишимбаево — в 1815 г. Архивные данные говорят, что из центральных районов России русские поселенцы появились в Южно-Уральском предгории Башкирии после раскрепощения крестьян.

## Население
| 2002 | 2009 | 2010 |
| ---- | ---- | ---- |
| 388  | ↗425 | ↘385 |

Национальный состав
Согласно переписи 2002 года, преобладающая национальность — русские (69 %).

## Географическое положение
Расстояние до:
- районного центра (Ишимбай): 26 км,
- центра сельсовета (Петровское): 10 км,
- ближайшей ж/д станции (Стерлитамак): 33 км.

## Языковые особенности
Распространены среднерусские окающие говоры, входящие, по  З.П. Здобновой, в одну группу говоров, распространенных в селениях: Васильевка Чекмагушского (7); Андреевка Кушнаренковского (10); Валентиновка Архангельского (62); Камышлинка Кармаскалинского (68); Городецкое Ермекеевского (76); Зирган Мелеузовского (94); Петровское (109), Тимашевка (112) Ишимбайского Воскресенское (134), Подгорное (135) Кугарчинского; Васильевка (145), Анновка (159) Зилаирского районов (З.П. Здобнова. Русские говоры на территории Башкирии // Русский язык в Башкирии и его взаимодействие с башкирским языком: Сборник научных трудов. – Уфа: БНЦ УрО АН СССР. – 1988. – 177 с. – С. 50—61. https://web.archive.org/web/20131203083352/http://www.urgaza.ru/kms_catalog+stat+cat_id-1+nums-244.html).